# Mier (Indiana)
Mier – jednostka osadnicza w Stanach Zjednoczonych, w stanie Indiana, w hrabstwie Grant.